# Inschrift Ancoz 10

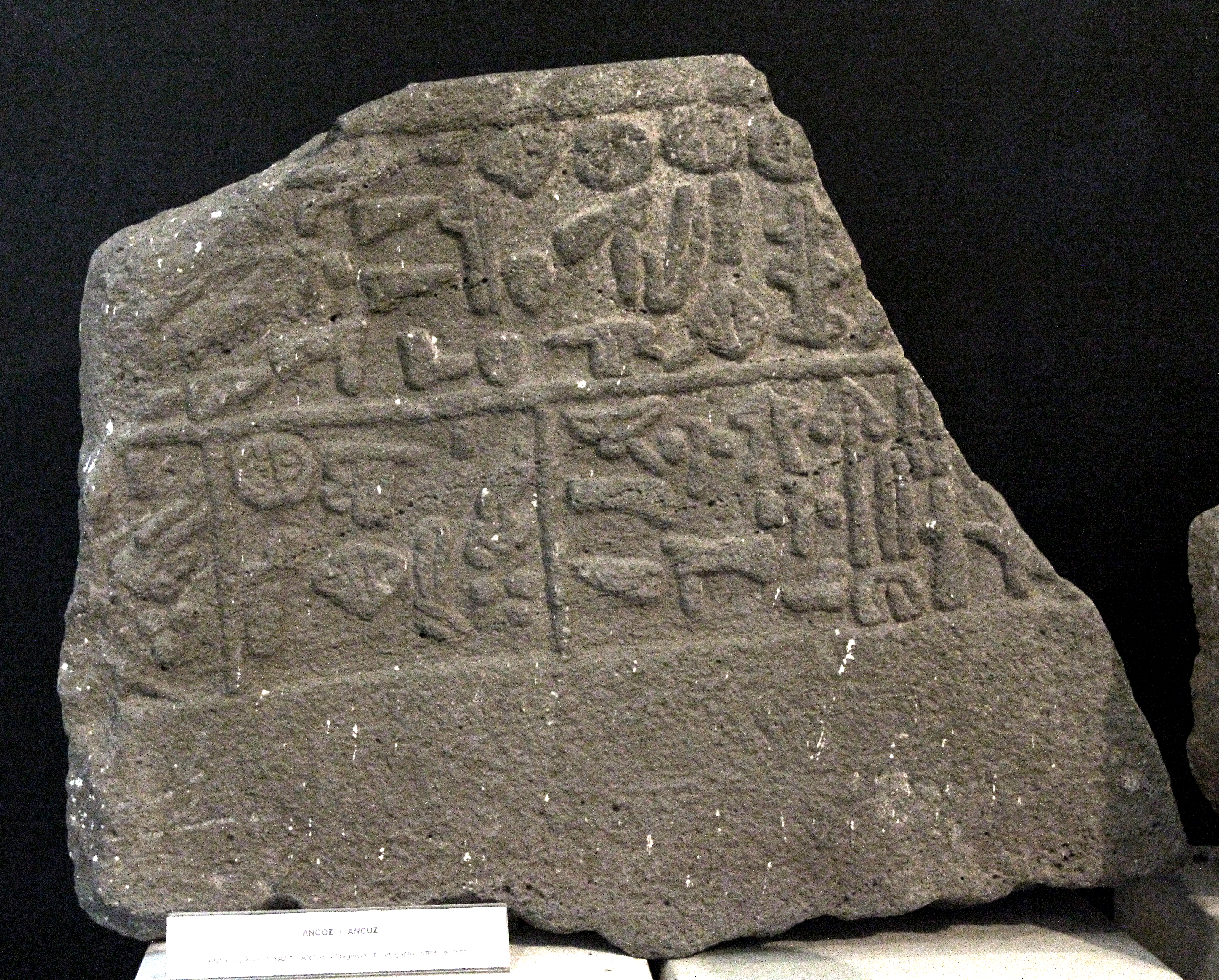
Ancoz 10 im Museum Adıyaman

Als Ancoz 10 wird eine Inschrift in luwischen Hieroglyphen aus dem 9./8. Jahrhundert v. Chr. von dem kommagenischen Siedlungshügel Ancoz bezeichnet, die im Archäologischen Museum Adıyaman ausgestellt ist.

## Herkunft
Der Inschriftenstein wurde 1979 von dem türkischen Hethitologen Sedat Alp im Zuge seiner Ausgrabungen auf dem Hügel von Ancoz gefunden. Der Hügel liegt nahe dem heutigen Dorf Eskitaş im Landkreis Kâhta der türkischen Provinz Adıyaman. Er war ab der neohethitischen Zeit (1200–700 v. Chr.) in Benutzung und gehörte zum eisenzeitlichen Königreich Kummuḫ, das etwa dem späteren Kommagene entspricht. Die Inschrift befindet sich im Archäologischen Museum der Provinzhauptstadt Adıyaman und hat dort die Inventarnummer 485. Die erste Veröffentlichung erfolgte 2000 durch John David Hawkins in seinem Corpus of Hieroglyphic Luwian Inscriptions, wo sie die Bezeichnung Ancoz 10 erhielt.

## Beschreibung
Bei dem Fragment handelt es sich um die abgebrochene Vorderseite eines Steinblocks, von dem beide Seiten und der untere Rand fehlen. Ein Stück der Oberkante ist erhalten. Er ist 0,5 Meter hoch, 0,13 Meter dick und hat eine maximale erhaltene Breite von 0,66 Metern. Die Vorderseite trägt eine zweizeilige Inschrift mit einer Zeilenhöhe von 15–16 Zentimetern. Die Inschrift ist, wie auch die Zeilentrenner, im Relief ausgeführt. Der Text ist gut erhalten, der untere Teil des Steins ist unbeschriftet. Über der oberen Zeile ist ein Stück eines erhabenen Rahmens erkennbar.
Die obere Zeile des Textes ist linksläufig, die untere rechtsläufig geschrieben. Die zweite Zeile ist unüblicherweise durch zwei senkrechte Teilstriche in Abschnitte unterteilt, anscheinend um individuelle Opfergaben an die Götter zu trennen. Es ist die Rede von Opfern an verschiedene Gottheiten. Erwähnt werden der Sonnengott, die Götter Ikura und Tasku, der Berg Hurtula sowie der Hirschgott. Als Opfer wird zweimal eine Gazelle genannt. Der Name des Verfassers fehlt. Im Zusammenhang mit der Inschrift Ancoz 7, die von König Suppiluliuma stammt, datiert Hawkins die Inschrift auf das späte 9. oder das frühe 8. Jahrhundert v. Chr.